# Sergio Esquenazi
Sergio Esquenazi (Ciudad de Buenos Aires, 27 de octubre de 1974) es un director de cine argentino. Sus películas mezclan los géneros de horror y thriller psicológico.

## Biografía
Comenzó su carrera a los 20 años dirigiendo comerciales en Estados Unidos. De vuelta en su país escribió y dirigió series de televisión donde trabajó con actores de la talla de  Norman Briski,  Juan Gil Navarro, Alejandro Awada, entre otros. En 2004 rueda su primer largometraje, Dead Line, realizado en idioma inglés y distribuido en más de 30 países. Tras Dead Line filmó Bone Breaker (2005) también en inglés. Su primer largometraje en español fue la producción argentino-española Visitante de Invierno (2007), primer film de terror en estrenarse comercialmente en Argentina en dos décadas (cine de terror). Esta película abrió las puertas a toda una camada de directores argentinos del género que finalmente pudieron estrenar sus films en los cines de sus país. 
El film aborda temas como la locura, la reencarnación y el canibalismo. Tras Visitante de Invierno realizó Número 8, largometraje de corte realista, primer protagónico en cine de Diego Alonso Gómez y la modelo internacional Sofía Zámolo. Trabaja junto al productor norteamericano Hunt Lowry, en el desarrollo de 3 proyectos para la Werner Bros. Escribe los guiones Bonavena, basado en la vida de Ringo Bonavena y Leyenda, basada en la vida de Juan Manuel Fangio. Dirige el film Leviatán y trabaja para productores de Estados Unidos en el desarrollos de guiones. En 2017 se estrena el film Sólo se vive una vez (película de 2017) basado en su guion Balas Kosher, protagonizado por Gérard Depardieu, Peter Lanzani, Santiago Segura, Pablo Rago y Darío Lopilato. Twichfilm ha reportado que su próximo proyecto como director se titulará Fractum, basado en un guion propio.

## Filmografía

### Largometrajes
- Dead Line (2004)
- Bone Breaker (2005)
- Visitante de Invierno (2008)
- Número 8 (película) (2008)
- Leviatán (2016)

### Guion
- Sólo se vive una vez  (idea y guion)
- El último hereje (guion)

### Cortometrajes
- Un Padre para Ludwig (2003)
- Magia (2003)

### Serie TV
- Código Negro (2001), TV Series
- Encubiertos (2003), TV Series